# Battlefield (Doctor Who)
Pour les articles homonymes, voir Battlefield.
Battlefield (Champ de bataille) est le premier épisode de la 26e saison de la première série de Doctor Who. L'épisode fut diffusé en quatre parties du 6 au 27 septembre 1989.

## Accroche
Des chevaliers venus d'un univers parallèle arrivent sur Terre dans le but de trouver la légendaire épée Excalibur ainsi que le Roi Arthur. Seul le Docteur et Ace aidés du Brigadier Lethbridge-Stewart et d'une nouvelle équipe d'UNIT tentent de les contrer.

## Distribution
- Sylvester McCoy — Le Docteur
- Sophie Aldred — Ace
- Nicholas Courtney — Brigadier Lethbridge-Stewart
- Angela Douglas — Doris
- Angela Bruce — Brigadier Winifred Bambera
- Robert Jezek — Sergent Zbrigniev
- Dorota Rae — Lieutenant de vol Lavel
- Paul Tomany — Major Husak
- Noel Collins — Pat Rawlinson
- June Bland — Elizabeth Rawlinson
- James Ellis — Peter Warmsly
- Ling Tai — Shou Yuing
- Jean Marsh — Morgaine
- Christopher Bowen (en) — Mordred
- Marcus Gilbert — Ancelyn
- Marek Anton — Le destructeur
- Stefan Schwartz — Le chevalier commandant
- Marc Warren — Non crédité

## Résumé
Répondant à un signal de détresse, le Docteur et Ace matérialisent le TARDIS non loin du lac Vortigern en Angleterre. Des explosions semblent avoir lieu dans la région et le Docteur se retrouve face au Brigadier Bambera d'UNIT chargé de l'affaire. Tous se retrouvent au Gore Crow Hotel, un établissement dirigée par une femme aveugle, où Ace rencontre, Shou Yuing, une jeune fille qui partage son engouement pour les explosifs. Sur le mur de l'hôtel se trouve un fourreau qui intrigue le Docteur et celle-ci se met à brûler à son toucher. Warmsly, un archéologue travaillant sur des fouilles non loin explique que le fourreau date du VIIIe siècle, mais le Docteur sans qu'elle est plus vieille que cela et qu'elle semble attendre quelque chose. 
Un soldat en armure s'écrase sur le toit de la brasserie attenante à l'hôtel. Accourant sur place, le Docteur, Ace et Shou Yuing y trouvent Ancelyn, un chevalier venu d'une autre dimension et identifiant le Docteur comme étant Merlin. Un groupe d'autres chevaliers, ennemis, les encerclent, conduit par Mordred, le fils de Morgaine et l'ennemi d'Ancelyn. Il est effrayé de voir "Merlin" et se retire avec ses troupes. Peu de temps après, Morgaine arrive sur Terre. Le lendemain, Warmsly montre au Docteur l'endroit où il a trouvé le fourreau et le Docteur aperçoit une pierre, écrit de sa main, sur laquelle est écrit "creusez ici." Il demande à Ace de faire exploser le terrain ce qui permet la découverte d'un tunnel s'enfonçant jusque sous le lac.
Pendant ce temps là, le Brigadier Lethbridge-Stewart, alors à la retraite, est appelé par ses supérieurs car le Docteur est réapparu. Un soldat vient le prendre en hélicoptère, mais tous deux finissent par s'écraser, l'hélicoptère ayant atteint par un sort de Morgaine. Il la rencontre alors à Carbury, alors que celle-ci mène une cérémonie, ce qui offre une trêve temporaire au cours de laquelle elle n'a pas le droit de le tuer. Sous le lac, le Docteur et Ace entrent dans une chambre qui ne s'ouvre par la voix du Docteur, reconnu comme étant Merlin. Ils se retrouvent dans un vaisseau organique où ils trouvent le corps du Roi Arthur ainsi qu'Excalibur. Un mécanisme de défense se met en place et Ace réussi à s'enfuir en sortant du lac, tandis que le Docteur est sauvé par le Brigadier Lethbridge-Stewart.
Pendant ce temps, Morgaine et Mordred arrivent à la taverne. Après avoir récupéré des informations dans la tête du soldat d'UNIT qui accompagnait le Brigadier et l'avoir tué, Morgaine paye les verres bus par son fils en rendant la vue de la propriétaire. Après leur départ, UNIT évacue les lieux et le Docteur parvient à hypnotiser Warmsly et le tavernier pour qu'il accepte de partir. À bord de Bessie, le Docteur et le Brigadier se rendent sur le champ de bataille où les soldats d'UNIT et les chevaliers de Mordred se battent. Alors que le Docteur tente de les stopper, Mordred se vante qu'il s'agit d'une mise en scène afin de gagner du temps.
À l'auberge, Ace et Shou Yuing, dans un cercle tracé à la craie, tentent de protéger Excalibur des sorcelleries de Morgaine. Celle-ci envoie une créature nommée "le Destructeur" mais il ne peut agir car enfermé par de lourdes chaînes en argent. Ace finit par donner Excalibur à Morgaine, qui fait exploser la taverne et repart dans une autre dimension avec le Destructeur. Ils laissent derrière eux un portail que le Docteur, Ace et le Brigadier traversent. Ace réussit à récupérer Excalibur, tandis que le Brigadier les envoie en arrière pendant qu'il tire sur le Destructeur avec des balles en argent ce qui a pour effet de le faire exploser. Le Brigadier sort pourtant vivant des décombres.
Près du lac, Morgaine prend en otage Bambera et la force à activer le missile nucléaire. Le Docteur réussit toutefois à lui faire annuler la procédure en lui expliquant que le Roi Arthur est mort et qu'elle tente en vain de le battre dans un combat où il est mort depuis longtemps. L'épisode se finit chez le Brigadier avec Ancelyn et le Docteur qui l'aide tandis qu'Ace, Shou Yuing, Bambera et la femme du Docteur partent faire du shopping en utilisant Bessie.

### Continuité
- Cet épisode marque la dernière apparition du Brigadier Lethbridge-Stewart dans la série originale, à l'exception d'une apparition dans l'épisode spécial Dimensions in Time et dans Enemy of the Bane un épisode de la série dérivée de Doctor Who, The Sarah Jane Adventures. Dans l'épisode celui-ci fait brièvement mention de sa carrière d'enseignant (Mawdryn Undead) et du Sergent Benton.
- Doris, la femme du Brigadier était mentionnée dans Planet of the Spiders.
- Comme souvent dans les épisodes invoquant UNIT, l'épisode se passe dans un futur assez proche du nôtre, comme l'indique le prix de la limonade payée par Ace.
- Afin de faire comprendre au Brigadier Bambera qu'il connait UNIT le Docteur cite plusieurs ennemis, les Yetis, les Autons, les Daleks, les Cybermen et les Siluriens.
- Réutilisant une vieille carte de UNIT, le Docteur fait croire qu'Ace est Liz Shaw. Il retrouve son aptitude à pouvoir hypnotiser les gens (The Hand of Fear) et utilise une phrase récurrente du second Docteur ("When I say 'run, 'run... run!").
- Le Brigadier révèle au Docteur qu'UNIT s'est préparé à des attaques de nombreux ennemis, il parle d'une balle capable de percer l'armure d'un Dalek, et de dispositifs contre les Yetis. Ils parlent aussi de balles qui seraient en or, sans doute en référence aux Cybermen.
- On revoit Bessie, la voiture du Docteur qu'il utilisait dans les années 1970 lorsqu'il était incarné par Jon Pertwee. La plaque d'immatriculation a d'ailleurs changé de “WHO 1” vers “WHO 7”[1].
- L'épisode suggère qu'une future incarnation du Docteur deviendra Merlin l'enchanteur.
- Il y a un gag référenciel lorsque Morgaine dit au Brigadier qu'à leur prochaine rencontre, elle le tuera. En effet, dans l'épisode The Daleks' Master Plan le personnage de Sara Kingdom, jouée par Jean Marsh, tuait le personnage de Bret Vyon joué par Nicholas Courtney.

## Production

### Écriture
En arrivant dans l'équipe de production de la série, en 1987, le scénariste Ben Aaronovitch avait proposé un épisode qui mélangerait de l'héroïc fantasy type sword and sorcery et éléments modernes. S'inspirant des légendes Arthuriennes, il développe l'idée d'un affrontement entre puissances magiques extra-terrestres et des militaires. À l'été 1987, le producteur de la série, John Nathan-Turner lui propose d'inclure l'unité fictive UNIT et Aaronovitch songe alors à réintroduire le personnage du Brigadier Lethbridge-Stewart qui n'était pas réapparu depuis l'épisode de 1983 The Five Doctors. Toutefois à l'automne, le script-editor (responsable des scénarios) de la série, Andrew Cartmel lui demande d'écrire le scénario d'un épisode avec les Daleks qui deviendra Remembrance of the Daleks.
Au printemps 1988, Aaronovitch revient sur son scénario qui devient “Storm Over Avallion” ("Tempête par de là Avallion") ou “Lake Over Avallion” ("le lac par de là Avallion.") Il reprend plusieurs la légende Arthurienne voient leur noms changer : Morgane devient Morgaine, Arthur devient A'tur, les bretons deviennent les Br'tons et seul Mordred et l'épée Excalibur gardent leur noms. Dans le scénario original A'tur devait revenir dans la dernière partie. Le personnage d'Ancelyn est librement inspiré de Lancelot tandis que le prénom du Brigadier Bambera, Winifred, s'inspire librement de Guenièvre. À l'origine, celle-ci devait être une militaire américaine avant que l'épisode ne la rattache à UNIT. La localité de Carbury s'inspire librement de celle de Cadbury dans le Somerset.
L'épisode devait à l'origine avoir un personnage nommé Lavender Warmington, dirigeant un groupe nommé le "Carbury Trust" et l'amie asiatique d'Ace était nommée Thaï. Le scénario devait inclure Ace brandissant un tout nouveau tournevis sonique et celle-ci devait être capturée par Morgaine qui prévoyait de la sacrifier pour invoquer un puissant démon. Le Brigadier devait être mortellement blessé en combattant le démon, ce qui aurait provoqué sa disparition, Bambera devait tuer Mordred afin de sauver Ancelyn et A'tur, ressuscité, obtenait l'obéissance de Morgaine. La première partie ayant été commissionnée le 16 septembre 1988, de nombreux éléments furent changés : les personnages changèrent de noms, Lavender Warmington devint le personnage de Peter Warmsly, le tournevis sonic fut abandonné et le Brigadier devait mourir après avoir tué le démon avec Excalibur. L'épisode connu tour à tour les noms de “Pool Of Avallion” ("le mélange d'Avallion") “Song Of Avallion” ("la chanson d'Avallion") et “Stormtroopers Of Avallion” ("les troupes d'assaut d'Avallion.")
Au début de l'année 1989 le scénario évolua. L'épisode s'intitula “The Battlefield” que Cartmel raccourcie en "Battlefield." De plus celui-ci et Nathan-Turner trouve que l'épisode est rempli de trop d'événements et pensent que la mort héroïque du Brigadier risque d'en être amoindrie. Après avoir envisagé qu'il reparte avec les chevaliers dans l'autre dimension, Aaronovitch s'arrête sur une fin où il rentre mener une vie paisible. Le démon, qui devait changer d'apparence, repart sur des bases plus simples. Il s'agira du dernier scénario d'Aaronovitch pour la série.

### Casting
- Nicholas Courtney, accepta de revenir une dernière fois dans la série et était d'accord pour que son personnage meure, estimant que la série était sur son déclin[1].
- L'actrice Jean Marsh avait déjà joué le rôle de Jeanne d'Angleterre dans l'épisode de 1965 The Crusade et celui de Sara Kingdom dans l'épisode de 1966 The Daleks' Master Plan.
- June Bland était déjà apparue en 1982 dans l'épisode Earthshock.
- Marek Anton, qui joue le Destructeur, tient aussi le rôle du soldat Vershinin dans l'épisode The Curse of Fenric.
- L'acteur Marc Warren y fait ici ses tout premiers pas à la télévision en y faisant une apparition non crédité et joua plus tard dans la nouvelle série le rôle principal d'Elton Poppe dans l'épisode de 2006 L.I.N.D.A.

### Tournage
Après avoir hésité à faire revenir Graeme Harper puis Nicholas Mallett, le réalisateur choisi pour tourner l'épisode fut Michael Kerrigan, un réalisateur ayant tourné pour les séries The Baker Street Boys, Dramarama et Knights Of God. Il s'agit de sa seule réalisation pour la série mais sera amené à tourner deux épisodes de la série dérivée de Doctor Who The Sarah Jane Adventures. À l'origine, l'épisode devait être tourné en avril, mais à la suite d'indisponibilités d'agenda de Nicholas Courtney, il fut décalé au mois de mai et fut le deuxième épisode de la saison à être tourné.
Le tournage débuta par la réalisation des plans en extérieurs le 6 au mai 1989 à Fulmer dans le Buckinghamshire pour les plans situés dans la maison du brigadier, ainsi que les plans d'hélicoptère. Le tournage se poursuivit par les plans à l'extérieur du QG de Morgaine , le 7 mai à St Martin Without dans le Lincolnshire puis les plans à l'extérieur de l'hôtel, le 8 à Rutland dans le Leicestershire. Deux journées de tournages le 9 et le 10 furent ajournés à la suite d'un mouvement de grève. Le 13 et 14 mai eurent lieu le tournage de différentes scènes de route dans les environs de Rutland et de Colsterworth, ainsi que la scène près du mémorial, le 15 mai à l'extérieur de l'église St Andrew de Rutland. Le 11, puis les 15 et 17 mai furent tournées les scènes aux alentours du lake Vortigen, toujours à Rutland. À l'origine, les chevaliers devaient porter des armures à mi-chemin entre la combinaison futuriste et l'armure traditionnelle, mais cela fut abandonné pour des raisons de coûts.
La première session de tournage en studio eut lieu sur trois jours du 30 mai au 1er juin 1989, malgré un autre mouvement de grève qui retarda les répétitions. Les deux premiers jours de tournages se concentrèrent sur les scènes dans la ferme, dans l'hôtel ainsi que dans le TARDIS. Les murs du décor de celui-ci ayant été accidentellement détruits après le tournage de The Greatest Show in the Galaxy, il fut décidé que celui-ci soit plongé dans le noir afin de ne pas avoir à le reconstruire, le reste de la saison ne nécessitant pas d'autres scènes à l'intérieur du vaisseau.
Le 1er juin, les scènes dans la brasserie, les tunnels et le vaisseau spatial furent tournées. Le tournage devait se terminer avec la scène où Ace est piégée à l'intérieur d'un sas se remplissant progressivement d'eau. Toutefois, la vitre possédait un défaut et commençait à craquer sous la pression. Sylvester McCoy s'en rendit compte lors du tournage et alerta l'équipe en utilisant un juron que le Docteur n'était pas censé utiliser. Sophie Aldred fut sortie juste avant que la vitre n'éclate et n'eut qu'une blessure superficielle à la main. Des vidéos de ce tournage furent réutilisées par la BBC afin de montrer les erreurs à ne pas faire.

### Post-production
Dans une scène coupée, le Docteur citait à Ace la troisième loi de Clarke expliquant qu'une technologie suffisamment avancée est parfois indistinguable de la magie, afin d'expliquer les rituels et les sorts appliqués par Morgaine.

## Diffusion et réception
| Épisode | Date de diffusion | Durée | Téléspectateurs en millions |
| --- | ----------------- | ----- | --------------------------- |
| Épisode 1 | 6 septembre 1989  | 24:06 | 3,1                         |
| Épisode 2 | 13 septembre 1989 | 24:07 | 3,9                         |
| Épisode 3 | 20 septembre 1989 | 24:13 | 3,6                         |
| Épisode 4 | 27 septembre 1989 | 24:14 | 4,0                         |
| L'épisode fit entre 4 et 3 millions de spectateurs en moyenne,, ce qui constitue le plus mauvais score d'audience qu'ait jamais eu la série. |                   |       |                             |

La diffusion de la nouvelle saison de Doctor Who se fit pour la troisième année consécutive le mercredi, face au soap-opéra d'ITV Coronation Street bien plus forte en termes d'audience. Le 11 septembre 1989, John Nathan-Turner appris que la série ne serait pas reconduite à l'antenne l'an prochain.

### Critiques
En 1995, les auteurs du livre "Doctor Who : The Discontinuity Guide", jugent que l'épisode fonctionne en tant qu'épisode d'action avec une scène finale charmante, même si le tout manque d'explications immédiates. Les auteurs de Doctor Who : The Television Companion (1998) quant à eux, estiment que l'épisode est décevant, ce qui coince lorsqu'une saison est composée de seulement quatre épisodes. Ils trouvent les batailles de chevaliers risibles notamment pour une civilisation avancée, que l'épisode comporte bien trop de personnages et que la musique est assez décevante. Toutefois, ils apprécient le jeu de Jean Marsh ainsi que la complexité du personnage de Morgaine, le design du Destructeur et le retour d'UNIT.
En 2012, Patrick Mulkern de Radio Times donne un avis négatif sur l'épisode, estimant qu'avec autant de bons éléments, le tout se montre décevant. Il estime, lui aussi, qu'il y a trop de personnages mais apprécie le retour du Brigadier et les allusions aux saisons des années 1970. Sa critique est accompagnée d'articles de l'époque.

## Novélisation
L'épisode fut romancé par Marc Platt sous le titre de "Battefield" et publié en juillet 1991. Illustré par une couverture d'Alister Pearson, il porte le numéro 152 de la collection « Doctor Who » des éditions Target Books. Le roman commence avec un prologue dans lequel le futur Docteur "Merlin" emmène le Roi Arthur, blessé, à bord du vaisseau spatial se trouvant sous le lac. Il comporte plus d'information sur la nouvelle équipe de U.N.I.T. ainsi que sur la dimension d'où vient Morgaine. La fin du roman change avec celle de l'épisode, puisque le Brigadier repart avec les chevaliers dans leur dimension afin de restaurer leur ordre.
Il s'agit du dernier épisode télévisé de Doctor Who à avoir été publié en petit format depuis leur apparition en 1973. Ce roman n'a jamais été traduit à ce jour.

## Éditions commerciales
L'épisode n'a jamais été édité en France, mais a connu plusieurs éditions au Royaume-Uni et dans les pays anglophones. 
- L'épisode est sorti en VHS en 1998 avec deux minutes supplémentaires coupées lors de la diffusion.
- L'épisode fut édité en DVD le 26 décembre 2008 dans une édition spéciale contenant à la fois la version originellement diffusée à la télévision et une version « film » plus longue avec de nouveaux effets spéciaux. Cette édition contient un documentaires sur la création de cet épisode, une interview de Ben Aaronovitch et Andrew Cartmel, et d'autres bonus.